# Мяэ, Энгель Александрович
Энгель Александрович Мяэ (26 июля 1928, Ленинград — 11 мая 1995, Серпухов, Московская область) — советский электрофизик, доктор физико-математических наук, лауреат Государственной премии СССР (1970).

## Биография
Родился 26 июля 1928 г. Член КПСС с 1958 г.
Окончил Ленинградский электротехнический институт (1951).
В 1951—1956 гг. в Физическом институте АН СССР (ФИАН) в лаборатории В. И. Векслера. В 1956—1965 гг. в Объединённом институте ядерных исследований (ОИЯИ, Дубна) в лаборатории высоких энергий.
С 1965 г. начальник отдела кольцевого ускорителя в Институте физики высоких энергий (ИФВЭ).
Кандидат физико-математических наук (1962, тема диссертации «Экспериментальное исследование движения частиц в кольцевом фазотроне»). Старший научный сотрудник (1969).
В 1973 г. защитил докторскую диссертацию:
- Исследование динамики частиц и повышение интенсивности пучка в протонном синхротроне : опыт пуска и наладка ускорителя на энергию 76 ГЭВ : диссертация … доктора физико-математических наук : 01.00.00. — Серпухов, 1972. — 210 с. : ил.

Лауреат Государственной премии СССР (1970, в составе коллектива) — за проектирование и создание инженерного комплекса Серпуховского протонного синхротрона ИФВЭ, включающего электромагниты, вакуумную систему, системы радиоэлектроники и специальные инженерные сооружения.
Умер 11 мая 1995 г.

### Сочинения
- Некоторые результаты исследования динамики частиц в протонном синхротроне ИФВЭ на энергию 70 ГЭВ [Текст] / Ю. М. Адо, Э. А. Мяэ. — [Серпухов] : [б. и.], [1968]. — 29 с. : ил.; 25 см. — (Издания/ Ин-т физики высоких энергий. ИФВЭ СКУ; 68-38-К).
- Мяэ Э. А., Пашков П. Т. Захват частиц без потерь в режим высокочастотного ускорения в протонном синхротроне // Атомная энергия. Том 34, вып. 6. — 1973. — С. 465—469.
- Мяэ Э. А., Пашков П. Т., Смирнов А. В. Продольные мультипольные неустойчивости сгустков в протонном синхротроне. — Серпухов, 1979. — 16 с.